# جاك أوبراين
جاك أوبراين (بالإنجليزية: Jack O'Brien)‏ هو لاعب كرة قدم أمريكية أمريكي، ولد في 21 أكتوبر 1932 في جانيت في الولايات المتحدة، وتوفي في 22 ديسمبر 2016 في تيتوسفيل في الولايات المتحدة.

## وصلات خارجية
- جاك أوبراين على موقع مرجع كرة القدم المحترفة.كوم (الإنجليزية)